# Volutella ramkumarii
Volutella ramkumarii är en svampart som beskrevs av A.K. Sarbhoy 1967. Volutella ramkumarii ingår i släktet Volutella och familjen Nectriaceae.   Inga underarter finns listade i Catalogue of Life.